# BL 152 mm Mk VII kanon
Het BL 152 mm Mk VII kanon was een Brits kanon dat dateert uit 1899. In de Eerste Wereldoorlog is het kanon veel gebruikt op marineschepen, voor kustverdediging en op het slagveld zelf, en in de Tweede Wereldoorlog als scheepskanon en kustverdediging.

## Beschrijving
Deze kanonnen werden over het algemeen met de hand bediend, maar in de Tweede Wereldoorlog werden de kanonnen op schepen vaak hydraulisch bediend. Er was een bemanning van 9 nodig om dit kanon zo efficiënt mogelijk te laten werken, maar het kon ook met minder gedaan worden, ten koste van de vuursnelheid. Er ware zware stoffen zakken met cordiet nodig om het kanon te laten vuren.

## Ammunitie

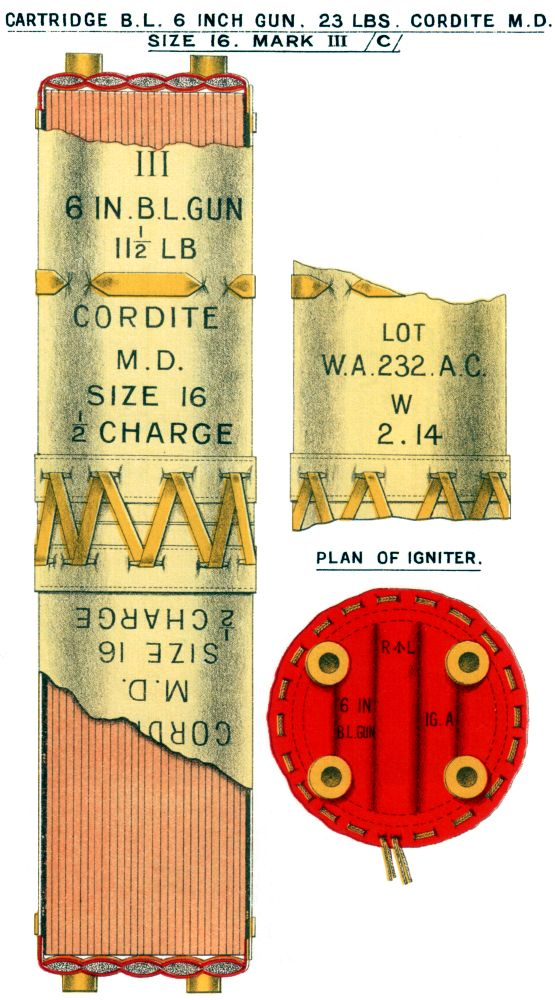
Mk III Cordiet projectiel
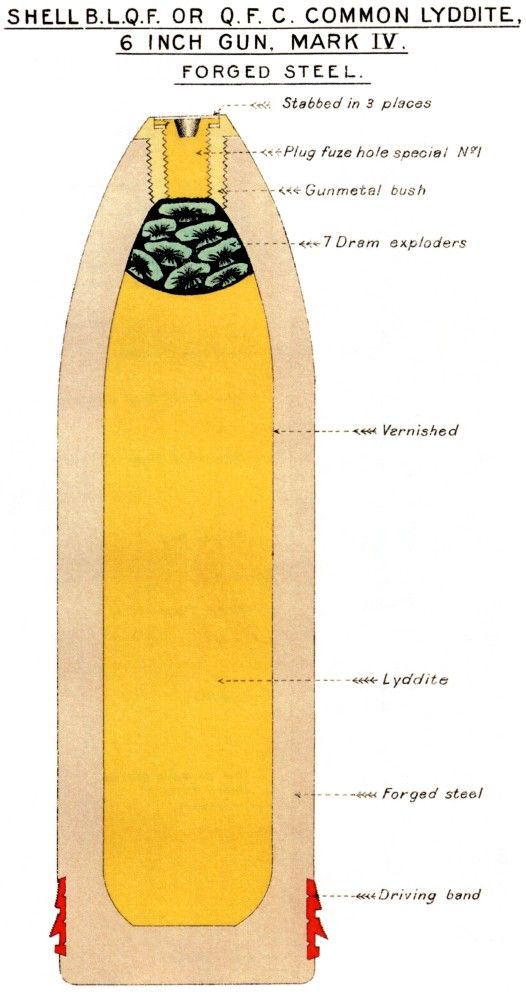
Mk IV picrinezuur projectiel
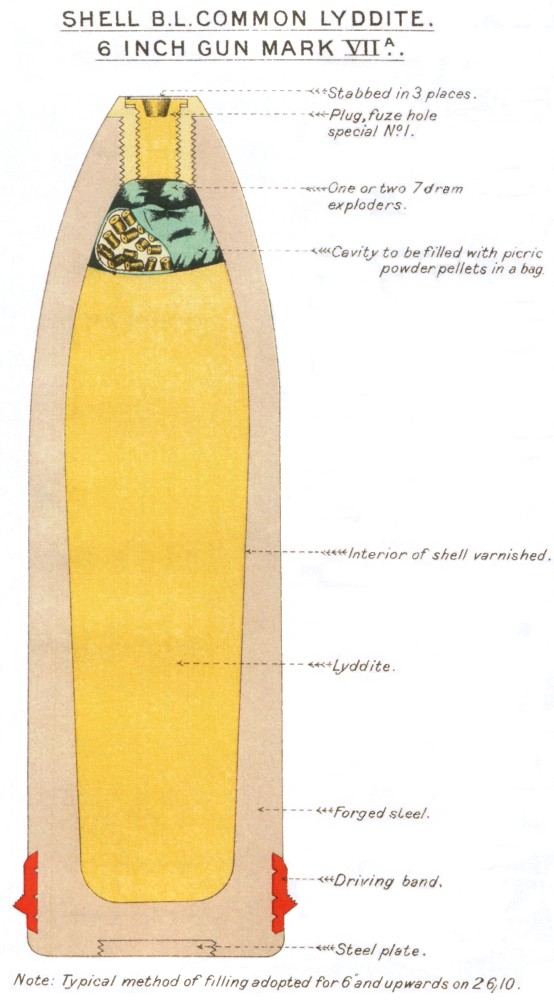
Mk VIIA picrinezuur projectiel
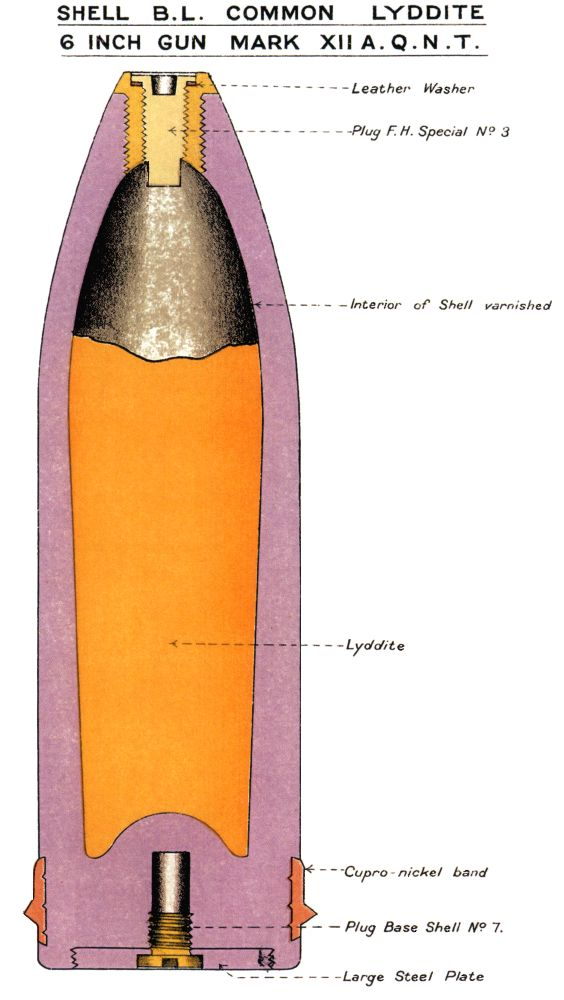
Mk XIIA picrinezuur projectiel met markering
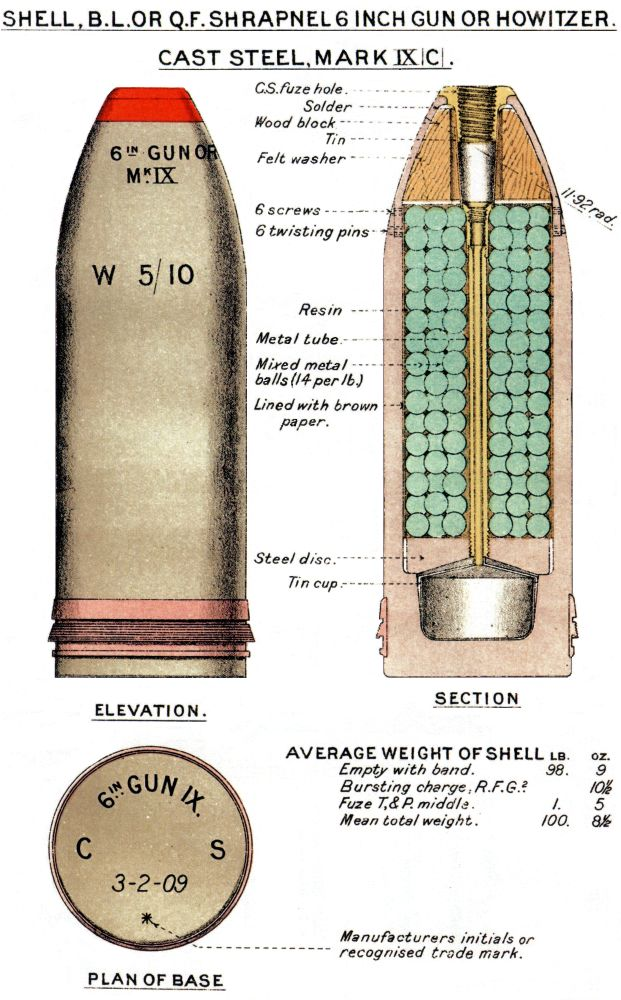
Mk IX shrapnel projectiel
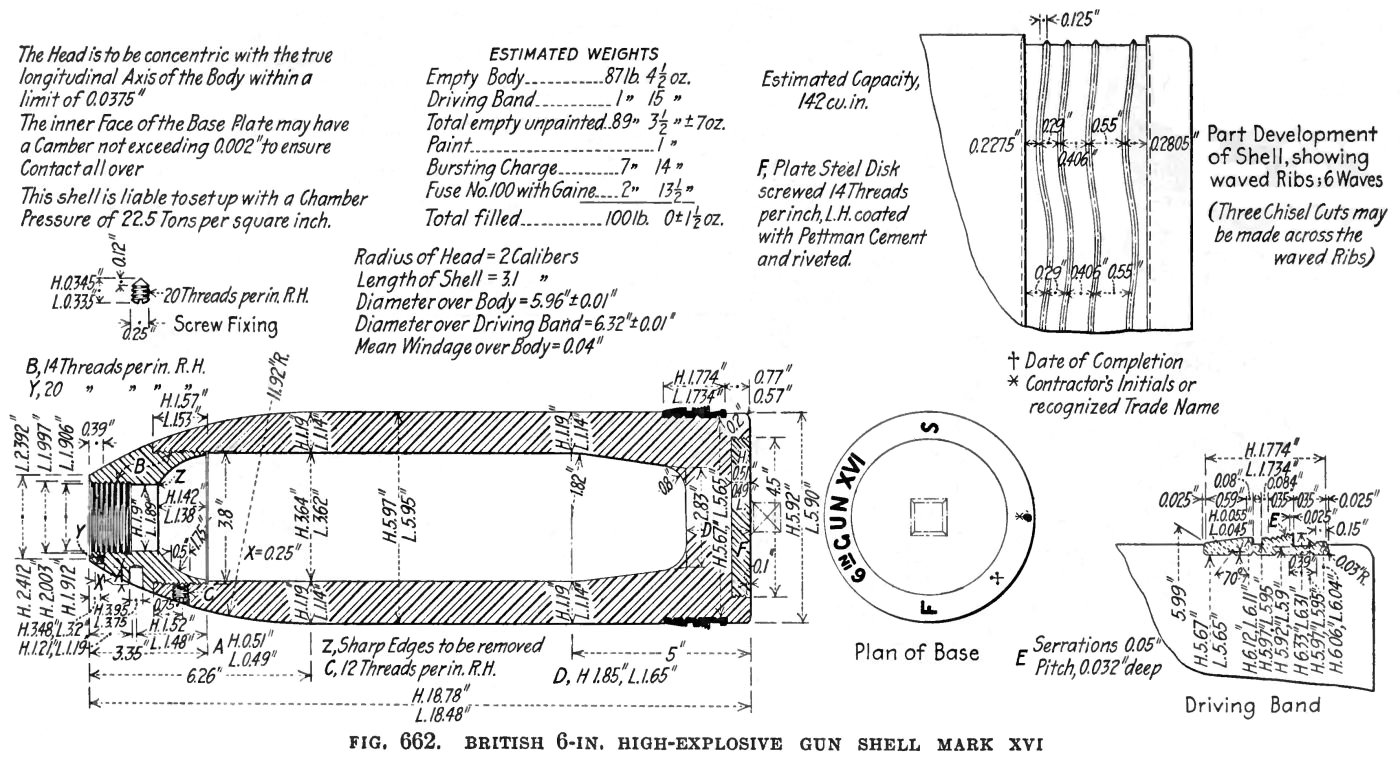
Mk XVI licht explosief projectiel

## Fotogalerij

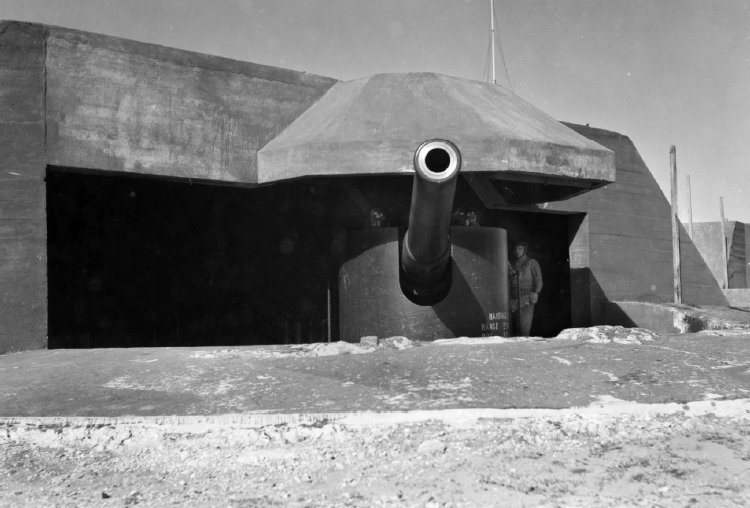
Mk VII kanon in Fort Nepean
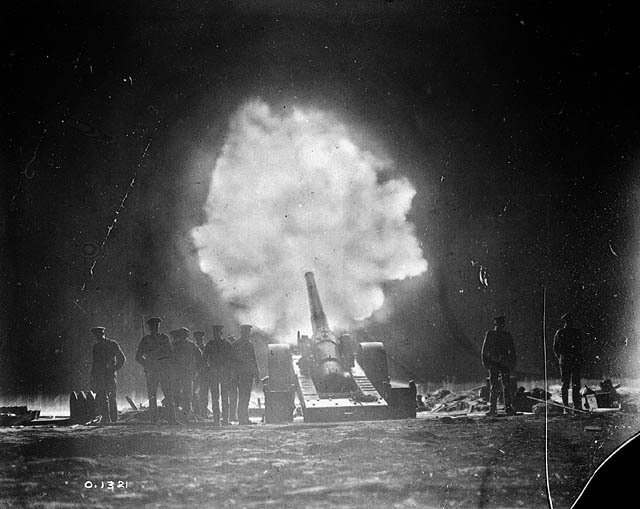
Mk VII kanon in de Eerste Wereldoorlog, vurend.
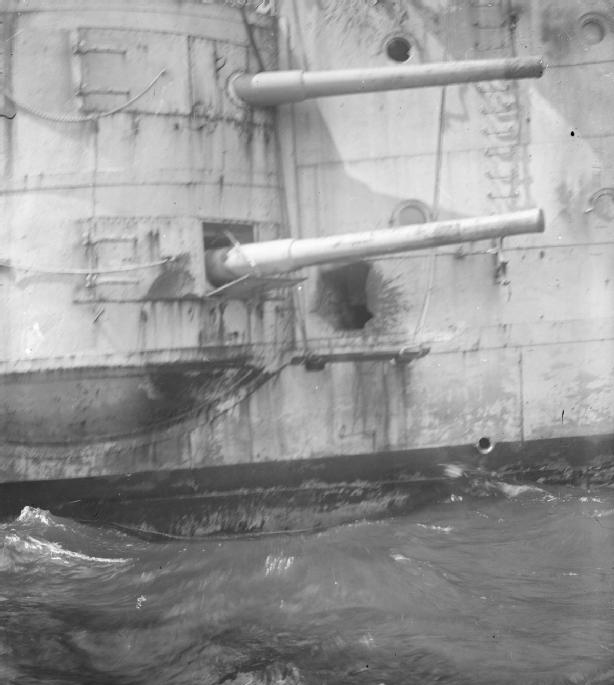
Mk VII kanonnen aan de zijkant van HMS Kent
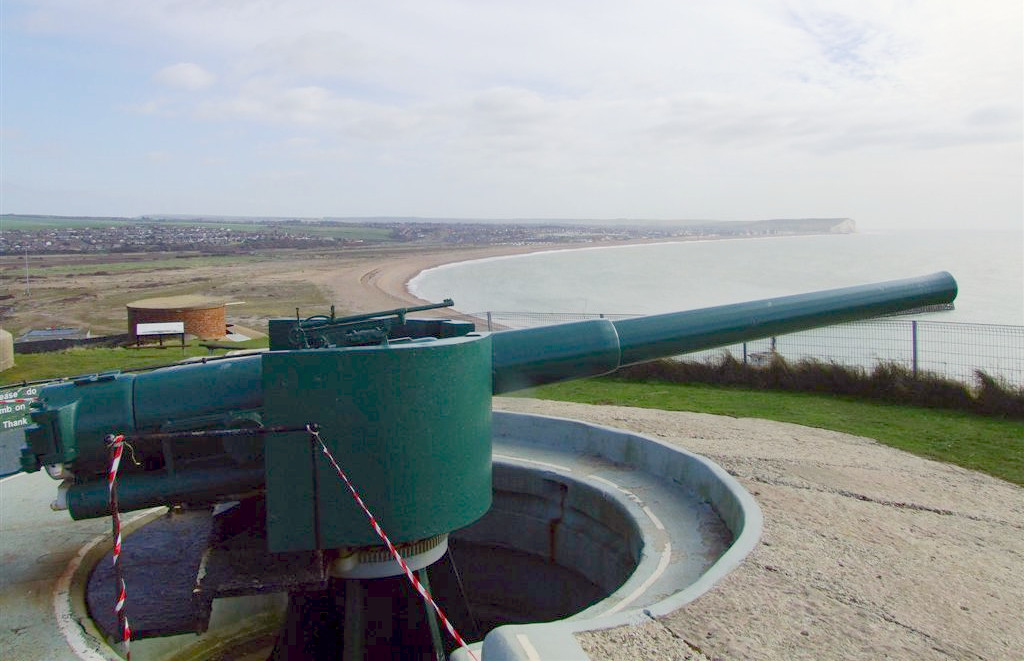
MK VII kanon op Newhaven Fort